# دریاچه آکسوآت
دریاچه آکسوآت (به قزاقی: Aksuat) یک دریاچه در قزاقستان است که در حوضه تورگای واقع شده‌است.